# Santissima Annunziata Maggiore (Nápoly)
A Santissima Annunziata Maggiore Nápoly egyik bazilikája. Itt nyugszik II. Johanna nápolyi királynő.

## Leírása
A 13. században épült az Anjou-ház uralkodása idején. A bazilika egy épületegyüttes része volt, amely 1950-ig működött és magába foglalt egy gyermekkórházat valamint egy zárdát is. Külsejének legszembetűnőbb eleme a Domenico Fontana által épített kupola. Belseje barokk díszítésű, kialakítása pedig Luigi Vanvitelli és fia Carlo Vanvitelli nevéhez fűződik. Az oldalkápolnákat negyvennégy korinthoszi oszlop választja el a főhajótól. A mennyezet kazettás kialakítású, amelyek Mária életének jeleneteit ábrázolják (Giovanni Vincenzo Forli és Filippo Vitale alkotásait). A kórus intarziás fa berakású. A hatalmas barokk oltár Francesco Solimena műve.
Amíg a gyermekkórház (árvaház) működött, a templom utcára néző falán egy forgatható doboz volt, ahova kintről kosárban berakhatták a nem kívánt újszülötteket, majd beforgatták a dobozt, így az apácák bent átvehették. A forgatható doboz ma is látható. Az intézmény 1950-ig működött, amikor a Gyermekvédelmi Hivatal vette át az árvák gondozását.